# Aymard Amiel
Pour les articles homonymes, voir Amiel.
Aymard Amiel, originaire de Montels près de Chuzac dans le Tarn, fut chanoine d’Albi puis évêque de Marseille de 1323 à 1333.

## Biographie
La carrière d’Aymard Amiel suit celle de Gasbert de La Val : il lui succède comme trésorier pontifical, puis comme évêque de Marseille. Il demeure auprès de Jean XXII à Avignon d’où il veille sur son église. Les bulles qui le nomment évêque de Marseille sont du 26 août 1323, de la même date que celles qui nomment Gasbert de La Val archevêque d’Arles. Le roi Robert Ier de Naples reçoit son hommage le 8 mars 1324.
En 1325 il achète à Bertrand de Porcelet, seigneur de Cabriès, tout ce que ce dernier possédait à Signes (Var). En 1326 il assiste au concile de l’Abbaye de Saint-Ruf d'Avignon qui réunit tous les évêques de Provence et où ont été prises de nombreuses décisions : interdiction pour les clercs de porter des armes et de fortifier les églises sans autorisation de l’évêque, fermeture à clé des fonts baptismaux, obligation pour les juifs de porter un signe distinctif.
Il meurt le 23 décembre 1333 et souhaite être enterré dans sa terre natale dans l’église de Montels. Par testament il prend de généreuses dispositions pour ses serviteurs ; il souhaite également que des messes soient dites à la cathédrale de Marseille, à Signes et à Saint-Cannat pour le repos de son âme.